# クリアックス
株式会社クリアックス（くりあっくす、Criax.Co.,Ltd.）は、東京を拠点としてアミューズメント事業を行なっている企業である。
クリアックスグループは、関東地方を中心に、カラオケボックスチェーン「歌広場」およびリゾート施設 「伊東園ホテルズ」などを経営している。かつて歌広場は直営だったが、グループ会社運営に移行している。
社名は「Creative」に「Activities」という単語をプラスした造語で、「創意工夫」＋「実行・行動」を意味する。

## 概要
それまでパチンコ店、サウナ、キャバレーなどが入居する複合施設を経営するなどしていた在日韓国人の実業家、李支宗が、1994年にカラオケ店事業に進出したのが始まりである。カラオケボックスチェーンを繁華街を中心としたチェーンを展開、リーズナブルな料金を背景に急速に勢力を伸ばし、カラオケ機種の入替え、店舗改装などで差別化を図っている。また、インターネットカフェを繁華街を中心としたチェーンを展開、近年消費者の需要が高まったインターネットカフェに厨房施設を導入して飲食物の販売に力を入れて他店チェーンとの差別化を行ない、多店舗化を進めている。

## TOAIとの関係
『ジャンボカラオケ広場』を運営するTOAIとビジネスモデルが類似しているが、関東と関西に二極化した市場を持っていることもあり、クリアックスは関西圏に進出せず、またTOAIも旧社名の東愛産業時代を含めて関東圏には進出していない。李支宗会長はTOAIの創業者を自分にとっての『弟のような存在』と語っているがこれを曲解し「実弟」と報じた一部メディアもあるが誤りである。

## クリアックスグループ
クリアックスグループ主要企業
- クリアックス - グループ統括機能
- 株式会社歌広場（旧・株式会社クリアー）- カラオケルーム歌広場の運営。
- 株式会社伊東園ホテルズ - 伊東園ホテルズの運営。
- 株式会社エスイーディー - グループの食材・資材の仕入。広告代理店業。
- 株式会社メガトン - グループ施設の設計・施工。
- 株式会社CTC - FC店や新規事業の運営。歌広場の株式及び経営権保有。
- 株式会社スタディー - 伊東園ホテルズの株式及び不動産保有。

伊東園ホテルズ関連会社（運営会社）
- 株式会社つなぎ大観 - ホテル大観の承継にあたり設立した運営会社

その他
- アサヒ恒産株式会社

ほか
過去のグループ企業
- クリアー債権回収株式会社
- 株式会社エコー・ライン - グループの店舗開発。2019年10月1日合併
- 有限会社夢広場 - パーラー「チャレンジャーS」運営。2020年2月1日合併。
- 以下は、伊東園ホテルズ傘下ホテルの運営小会社。伊東園ホテルズまたはスタディーに合併
  - 株式会社伊東園
  - 株式会社アタミ・イン
  - 株式会社新風月
  - 株式会社ロイヤル
  - 株式会社黄金の湯
  - 株式会社湯元
  - 株式会社大野屋本店
  - 株式会社土肥伊東園
  - 株式会社水明館
  - 株式会社碧山亭
  - 株式会社油屋
  - 株式会社西伊豆クリスタルビュー